# Columbus (Montana)
Columbus é uma cidade  localizada no estado americano de Montana, no Condado de Stillwater.

## Demografia
Segundo o censo americano de 2000, a sua população era de 1748 habitantes.
Em 2006, foi estimada uma população de 1931, um aumento de 183 (10.5%).

## Geografia
De acordo com o United States Census Bureau tem uma área de
3,2 km², dos quais 3,1 km² cobertos por terra e 0,1 km² cobertos por água.

## Localidades na vizinhança
O diagrama seguinte representa as localidades num raio de 36 km ao redor de Columbus.